# Jiří Lála junior
Jiří Lála junior (* 27. Januar 1983) ist ein ehemaliger tschechischer Eishockeyspieler, der zuletzt in der Spielzeit 2008/09 beim ETC Crimmitschau in der 2. Bundesliga unter Vertrag stand.

## Karriere
Der Sohn der Eishockeylegende Jiří Lála begann seine Karriere in der Saison 1999/00 in der Nachwuchsabteilung des HC České Budějovice in der tschechischen U18-Extraliga. Für den Verein durchlief er ebenso die U-20-Mannschaft, ehe er 2001 für die Profimannschaft in der Extraliga auflief. In der Saison 2003/04 wechselte er in die zweitklassige 1. Liga zum SK Horácká Slavia Třebíč, um nach der Saison für den IHC Písek auf Torejagd zu gehen. Nach diesem Gastspiel ging Lála zu Mörrum GoIS in die Division 1 nach Schweden, für die er in 54 Spielen 84 Scorerpunkte verzeichnen konnte. Für die Saison 2007/08 wechselte er nach Italien in die Serie A2 zum HC Neumarkt Wild Goose. Jiří Lála stand seit dem 18. September 2008 bis zum Ende der Spielzeit 2008/09 bei den Eispiraten Crimmitschau unter Vertrag und absolvierte anschließend ein Probetraining beim VEU Feldkirch.
Sein jüngerer Bruder Josef Lala spielte ebenfalls Eishockey, er war Torwart.

## Karrierestatistik
(Legende zur Spielerstatistik: Sp oder GP = absolvierte Spiele; T oder G = erzielte Tore; V oder A = erzielte Assists; Pkt oder Pts = erzielte Scorerpunkte; SM oder PIM = erhaltene Strafminuten; +/− = Plus/Minus-Bilanz; PP = erzielte Überzahltore; SH = erzielte Unterzahltore; GW = erzielte Siegtore; 1 Play-downs/Relegation; Kursiv: Statistik nicht vollständig)